# Hyphydrus
Hyphydrus är ett släkte av skalbaggar som beskrevs av Johann Karl Wilhelm Illiger 1802. Hyphydrus ingår i familjen dykare.

## Bildgalleri

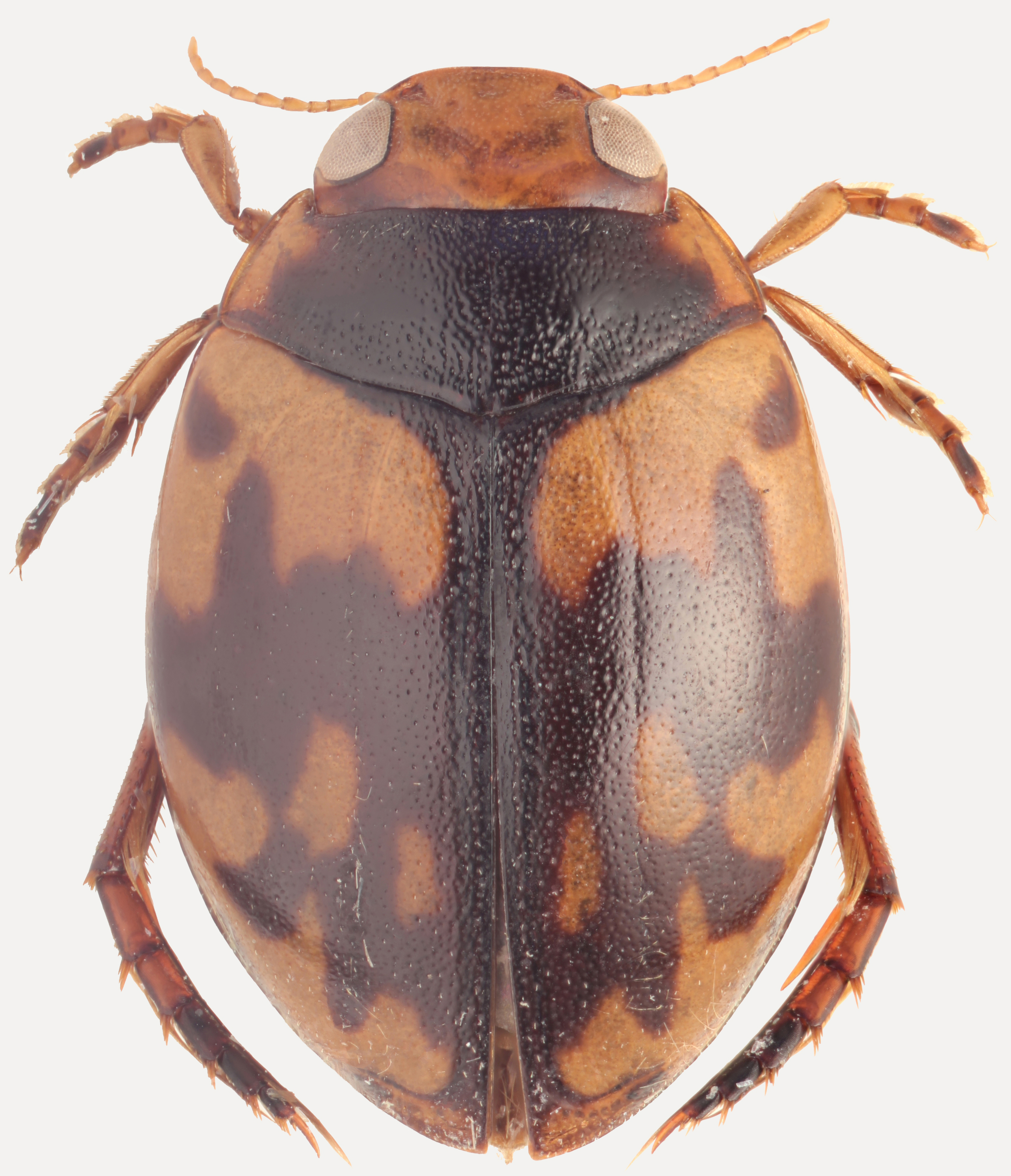
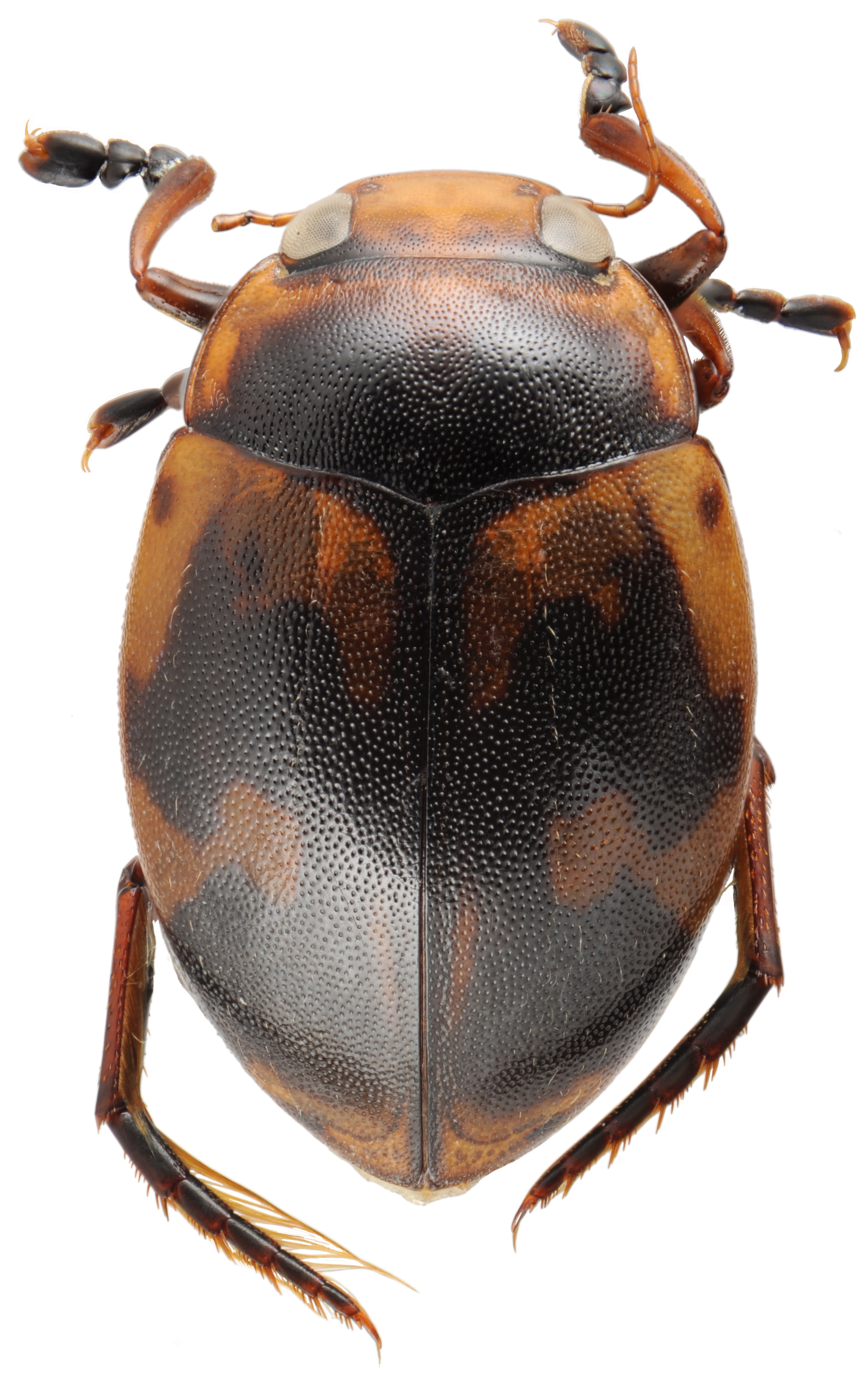
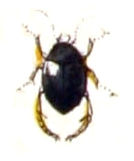

## Dottertaxa tillHyphydrus, i alfabetisk ordning[1][2]
- Hyphydrus abyssinicus
- Hyphydrus aequatorialis
- Hyphydrus agnitus
- Hyphydrus alfredi
- Hyphydrus alluaudi
- Hyphydrus amplimaculatus
- Hyphydrus anatolicus
- Hyphydrus assinicus
- Hyphydrus ater
- Hyphydrus aubei
- Hyphydrus barysomus
- Hyphydrus bigamus
- Hyphydrus birmanicus
- Hyphydrus bistrimaculatus
- Hyphydrus bistroemi
- Hyphydrus boettcheri
- Hyphydrus brancuccii
- Hyphydrus burgeoni
- Hyphydrus caffer
- Hyphydrus camerunensis
- Hyphydrus caryerus
- Hyphydrus celebensis
- Hyphydrus celox
- Hyphydrus ceramensis
- Hyphydrus circumflexus
- Hyphydrus coccinelloides
- Hyphydrus concii
- Hyphydrus congoanus
- Hyphydrus conradsi
- Hyphydrus contiguus
- Hyphydrus cornatipenis
- Hyphydrus cuppeni
- Hyphydrus cycloides
- Hyphydrus dani
- Hyphydrus decemmaculatus
- Hyphydrus delibatus
- Hyphydrus detectus
- Hyphydrus dissimilis
- Hyphydrus distinctus
- Hyphydrus ditylus
- Hyphydrus dongba
- Hyphydrus eldenbecki
- Hyphydrus elegans
- Hyphydrus eremita
- Hyphydrus esau
- Hyphydrus essoni
- Hyphydrus excoffieri
- Hyphydrus facilis
- Hyphydrus falkenstromi
- Hyphydrus fangensis
- Hyphydrus flaviceps
- Hyphydrus fluviatilis
- Hyphydrus funebris
- Hyphydrus fuscus
- Hyphydrus gabonicus
- Hyphydrus gibbosus
- Hyphydrus grandis
- Hyphydrus holmeni
- Hyphydrus holomelas
- Hyphydrus humilis
- Hyphydrus imitator
- Hyphydrus impressus
- Hyphydrus inopinatus
- Hyphydrus intermixtus
- Hyphydrus jacobsoni
- Hyphydrus jaechi
- Hyphydrus japonicus
- Hyphydrus keiseri
- Hyphydrus koho
- Hyphydrus komghaensis
- Hyphydrus laeviventris
- Hyphydrus lanzai
- Hyphydrus lasiosternus
- Hyphydrus lentiginosus
- Hyphydrus linnavuorii
- Hyphydrus loriae
- Hyphydrus lyratus
- Hyphydrus maculatus
- Hyphydrus maculiceps
- Hyphydrus maculifer
- Hyphydrus madagascariensis
- Hyphydrus malkini
- Hyphydrus mbandouensis
- Hyphydrus megas
- Hyphydrus microreticulatus
- Hyphydrus nasutus
- Hyphydrus nigrovittatus
- Hyphydrus ntsa
- Hyphydrus occultus
- Hyphydrus odiosus
- Hyphydrus omercooperae
- Hyphydrus opaculus
- Hyphydrus orientalis
- Hyphydrus ovatus
- Hyphydrus parvicollis
- Hyphydrus pavani
- Hyphydrus pederzanii
- Hyphydrus perforatus
- Hyphydrus philippensis
- Hyphydrus pictus
- Hyphydrus prinzi
- Hyphydrus prozeskyi
- Hyphydrus pulchellus
- Hyphydrus puncticollis
- Hyphydrus quadriguttatus
- Hyphydrus quadrisulcatus
- Hyphydrus renardi
- Hyphydrus residuus
- Hyphydrus sanctus
- Hyphydrus satyrus
- Hyphydrus schillhammeri
- Hyphydrus schoedli
- Hyphydrus schoutedeni
- Hyphydrus scriptus
- Hyphydrus separandus
- Hyphydrus signatus
- Hyphydrus silfverbergi
- Hyphydrus silvanus
- Hyphydrus sjoestedti
- Hyphydrus solivagus
- Hyphydrus soni
- Hyphydrus spangleri
- Hyphydrus sphaeroidalis
- Hyphydrus stipator
- Hyphydrus stipes
- Hyphydrus subsignatus
- Hyphydrus sumatrae
- Hyphydrus sylvester
- Hyphydrus toraja
- Hyphydrus tristiculus
- Hyphydrus trophis
- Hyphydrus tuberosus
- Hyphydrus variolosus
- Hyphydrus vassalloi
- Hyphydrus villiersi
- Hyphydrus wittei
- Hyphydrus zambiensis